# 佛朗哥·泰斯塔
佛朗哥·泰斯塔（義大利語：Franco Testa，1938年2月7日—2025年6月22日），意大利男子自行车运动员。他曾代表意大利参加1960年和1964年夏季奥林匹克运动会自行车比赛，共获得一枚金牌和一枚银牌。